# 三ケ森
三ケ森（さんがもり）は福岡県北九州市八幡西区の地名。三ケ森一丁目から四丁目の町がある。住居表示実施済み。郵便番号は807-0843。

## 地理
八幡西区の中部西側に位置し、北に永犬丸、北東に里中、東に永犬丸東町および沖田、南東に下上津役、南に下上津役元町、西に春日台および永犬丸南町、北西に永犬丸西町と接する。

### 河川
- 二級河川 金山川

## 地域の特徴
筑豊電気鉄道の三ヶ森駅から南北方向に福岡県道281号下上津役折尾線に沿って伸びる商業地域である。町内にはサンリブ 三ケ森店があり、付近の住民の生活を支えている。県道沿いには三ヶ森商店街が形成されており、かつては三ヶ森駅前に西鉄ストア、県道沿い下上津役よりにスーパー大栄、金山川沿いにショッピングセンターサニーといった商業施設が存在し、買い物客で賑わっていた。2022年現在ではシャッターの降りた店舗も見受けられる。

## 歴史
かつてこの辺りには大字永犬丸の字、三ヶ森，三田ヶ坪，四ツ枝などがあった。

### 地名の由来
大字永犬丸の字、三ヶ森より。昔このあたりにうっそうと茂った森が三ケ所あったことによる。

### 沿革
- 1981年（昭和56年）6月1日 - 三ケ森一丁目 - 三丁目新設[6][7]。
- 1989年（平成元年）6月1日 - 三ケ森四丁目新設。大字永犬丸の一部が三ケ森一丁目に編入。大字永犬丸，大字下上津役の各一部が三ケ森三丁目に編入。大字下上津役は消滅[8][9]。

### 町名の変遷
| 実施内容          | 実施年月日               | 実施後       | 実施前                           |
| ----------------- | ------------------------ | ------------ | -------------------------------- |
| 町名新設 住居表示 | 1981年（昭和56年）6月1日 | 三ケ森一丁目 | 大字永犬丸の一部                 |
| 町名新設 住居表示 | 1981年（昭和56年）6月1日 | 三ケ森二丁目 | 大字永犬丸の一部                 |
| 町名新設 住居表示 | 1981年（昭和56年）6月1日 | 三ケ森三丁目 | 大字永犬丸，大字下上津役の各一部 |
| 町名新設 住居表示 | 1989年（平成元年）6月1日 | 三ケ森四丁目 | 大字永犬丸，大字下上津役の各一部 |

## 世帯数と人口
2025年（令和7年）3月31日現在（北九州市発表）の世帯数と人口は以下の通りである。
| 町           | 世帯数    | 人口    |
| ------------ | --------- | ------- |
| 三ケ森一丁目 | 240世帯   | 494人   |
| 三ケ森二丁目 | 344世帯   | 663人   |
| 三ケ森三丁目 | 362世帯   | 563人   |
| 三ケ森四丁目 | 336世帯   | 695人   |
| 計           | 1,282世帯 | 2,415人 |

### 人口の変遷
国勢調査による人口の推移。
| 1995年（平成7年）  | 1,817人 | [ 10 ] |  |
| 2000年（平成12年） | 1,743人 | [ 11 ] |  |
| 2005年（平成17年） | 1,950人 | [ 12 ] |  |
| 2010年（平成22年） | 2,114人 | [ 13 ] |  |
| 2015年（平成27年） | 2,220人 | [ 14 ] |  |
| 2020年（令和2年）  | 2,427人 | [ 15 ] |  |

### 世帯数の変遷
国勢調査による世帯数の推移。
| 1995年（平成7年）  | 669世帯   | [ 10 ] |  |
| 2000年（平成12年） | 711世帯   | [ 11 ] |  |
| 2005年（平成17年） | 828世帯   | [ 12 ] |  |
| 2010年（平成22年） | 935世帯   | [ 13 ] |  |
| 2015年（平成27年） | 1,006世帯 | [ 14 ] |  |
| 2020年（令和2年）  | 1,208世帯 | [ 15 ] |  |

## 学区
市立小・中学校に通う場合、学区は以下の通りとなる。
| 町           | 街区 | 小学校                 | 中学校                 |
| ------------ | ---- | ---------------------- | ---------------------- |
| 三ケ森一丁目 | 全域 | 北九州市立永犬丸小学校 | 北九州市立永犬丸中学校 |
| 三ケ森二丁目 | 全域 | 北九州市立永犬丸小学校 | 北九州市立永犬丸中学校 |
| 三ケ森三丁目 | 全域 | 北九州市立中尾小学校   | 北九州市立沖田中学校   |
| 三ケ森四丁目 | 全域 | 北九州市立中尾小学校   | 北九州市立沖田中学校   |

## 交通

### 鉄道
- 筑豊電気鉄道
  - 三ヶ森駅

### バス
域内のバス停と系統は以下のとおりである。
| 運行事業者 | 運行事業者   | 西鉄バス北九州 | 西鉄バス北九州 | 西鉄バス北九州 | 西鉄バス北九州 |
| 系統       | 系統         | 57             | 74             | 74-1           | 77             |
| 停留所     | 永犬丸       |                | ○              | ○              |                |
| 停留所     | 三ケ森四丁目 | ○              |                |                | ○              |
| 停留所     | 沖田中学校   | ○              |                |                | ○              |

### 道路
- 県道281号下上津役折尾線

## 施設

### 公共施設
- 北九州市立中尾市民センター
- 北九州市立沖田プール

### 金融機関
- 八幡三ヶ森郵便局
- JA北九 三ケ森支店
- 西日本シティ銀行 三ケ森支店
- 福岡銀行 三ヶ森支店
- 福岡ひびき信用金庫 三ヶ森支店

### 商業施設
- サンリブ 三ケ森店

### 社会福祉施設
- 旭ヶ丘保育園

### 寺社
- 恵比寿神社

### 公園
- 三ヶ森2号公園
- 三ケ森四丁目公園